# Helga Milz
Helga A. Milz (* 17. Januar 1945 als Helga A. Beekhuis in Aurich) ist eine deutsche Soziologin und Hochschullehrerin.

## Leben

Unterschrift von Helga Milz

Milz Vater war Lehrer. Sie wuchs bei ihren Großeltern in Ostfriesland auf dem Lande auf. Die Schulausbildung beendete sie 1964 mit dem Abitur am Gymnasium Ulricianum in Aurich. Ab 1965 studierte sie an der Universität Hamburg. 1966 trat sie dem Sozialistischen Deutschen Studentenbund bei, galt den Antiautoritären zugehörig und engagierte sich in den nächsten Jahren in der Außerparlamentarischen Opposition Westdeutschlands. 1973 wurde Milz wissenschaftliche Mitarbeiterin an der Hamburger Universität für Wirtschaft und Politik (HWP) und engagierte sich hier unter anderem für die ÖTV und später ver.di im Personalrat. Bis 2005 lehrte sie als Professorin an der HWP. Von 2005 bis 2010 war sie Professorin für Soziologie an der Universität Hamburg.
Helga Milz ist mit dem 1938 im ostpreußischen Königsberg geborenen Schlosser, späteren Gewerkschaftssekretär und Entwicklungshelfer Arwed Milz verheiratet, den sie seit den 1950er-Jahren kennt.

## Schriften (Auswahl)
- Sachliche und methodische Probleme empirischer Erfassung des Zusammenhangs von Arbeitssituation und Bewußtsein bei Industriearbeitern. Eine kritische Sekundäranalyse empirischer Untersuchungen. Hamburg 1972 (kataloge.hh.gbv.de).
- Auswirkungen von Rationalisierungsmassnahmen in der Druckindustrie auf Struktur und Handlungsmöglichkeiten der Industriegewerkschaft Druck und Papier. Abschlussbericht zur empiririschen Untersuchung, hier „Arbeitergespräche“. Industriegewerkschaft Druck und Papier, Hamburg 1979.
- „Alkohol am Arbeitsplatz“. Präventive Massnahmen betrieblicher Sucht- und Sozialberatung (= Sozialökonomische Texte. Band 17). Hochschule für Wirtschaft und Politik, Hamburg 1989, OCLC 75102920.
- Frauenbewußtsein und Soziologie. Empirische Untersuchungen von 1910–1990 in Deutschland. Opladen 1994, ISBN 3-8100-1288-2.
- mit Jürgen Friedrichs: Zur Soziologie des Frauenbewußtseins : emanzipationstheoretische Deutungsmuster in empirischen Untersuchungen[4]
- mit Karl-Jürgen Bieback (Hrsg.): Neue Armut. Campus-Verlag, Frankfurt a. M./New York 1995, ISBN 3-593-35149-8.
- Dresdener Frauenkonferenz: „Frauen im Gesellschaftlichen Umbruch“ Dokumentation zur Hochschulkooperation zwischen Hamburg und Dresden als Herausgeberin[5]
- mit Brigitte Brück, Heike Kahlert, Marianne Krüll, Astrid Osterland, Ingeborg Wegehaupt-Schneider (Autorinnen): Feministische Soziologie: Eine Einführung, Reihe Campus Studium, Campus Verlag, 2. Auflage, 1997. ISBN 978-3-593-35706-5
- Mit Bärbel Pusback, Regina Buhr, Sonja Bischoff, Heide M. Pfarr, Christine Fuchsloch, Sybille Raasch, Frigga Haug, Ruth Nielsen, Ein Rückblick, Doris Henning, Ingeborg Wegehaupt-Schneider: Frauen – Macht – Politik : Zerreißproben um Emanzipation und Quotierung, VS Verlag für Sozialwissenschaften Wiesbaden, 1989, ISBN 978-3-531-12156-7
- Mit Karl-Jürgen Bieback: Neue Armut, Campus Verlag, 1995, ISBN 978-3-593-35149-0